# Isola Dent (Nuova Zelanda)
L'isola Dent è uno scoglio roccioso sub-antartico appartenente all'arcipelago delle isole Campbell. Ha una superficie di soli 26 ettari e si trova a 3 km ad ovest dell'isola Campbell.

## Fauna
L'isola è conosciuta soprattutto per la presenza dell'alzavola delle Campbell, un uccello acquatico che si riteneva fosse estinto da più di 100 anni finché non ne fu scoperto un piccolo gruppo sull'isola Dent nel 1975. L'isola è pressoché priva di predatori, specialmente di ratti la cui introduzione sull'isola Campbell portò all'estinzione dell'alzavola sulla stessa. Comunque l'habitat idoneo all'alzavola sull'isola Dent è molto limitato, in quanto dei suoi 26 ettari di superficie una gran parte sono solamente roccia brulla.
Il programma di conservazione dell'alzavola delle Campbell iniziò nel 1984 quando quattro esemplari furono trasferiti dall'isola Dent al Mount Bruce Wildlife Centre. Nel 1997, da un censimento condotto sull'isola Dent risultò che la sua popolazione di alzavole era scesa ad un livello allarmante, essendo stati trovati solamente tre uccelli.
Tuttavia gli sforzi di conservazione ed allevamento hanno avuto un buon esito, infatti negli ultimi anni molte alzavole sono state reintrodotte nella stessa isola Campbell, dove ora la popolazione supera i cento esemplari. Contestualmente vi è stata anche un'intensa operazione di rimozione dei ratti dall'isola.